# Paritätsautomat
Der Paritätsautomat, auch Parity-Automat, ist in der Automatentheorie ein Automat, der auf unendlichen Wörtern arbeitet. Er ist eine Variante des ω-Automaten. Die von Paritätsautomaten erkannten Sprachen sind die ω-regulären Sprachen. Eingeführt wurde er 1984 von Andrzej Włodzimierz Mostowski.

## Definition
Ein Paritätsautomat ist definiert als ein 5-Tupel {\displaystyle A=\left(Q,\Sigma ,\delta ,Q_{0},\alpha \right)} mit der endlichen Menge der Zustände {\displaystyle Q}, dem Alphabet {\displaystyle A}, der Transitionsfunktion {\displaystyle \delta \colon Q\times \Sigma \to P(Q)}, der Menge der Startzustände {\displaystyle Q_{0}\subseteq Q} und einer Akzeptanzkomponente {\displaystyle \alpha }, für die es verschiedene Definitionen gibt. Weil die Transitionsfunktion auf die Potenzmenge abbildet, ist der Automat nichtdeterministisch. Ein Paritätsautomat ist deterministisch, wenn {\displaystyle |Q_{0}|=1} und {\displaystyle |\delta (q,\sigma )|=1} für alle {\displaystyle q\in Q} und {\displaystyle \sigma \in \Sigma } gilt. In diesem Fall kann die Transitionsfunktion als {\displaystyle \delta \colon Q\times \Sigma \to Q} definiert werden.
Sei {\displaystyle w=w_{1}w_{2}w_{3}\dots } mit {\displaystyle w_{i}\in \Sigma } für alle {\displaystyle i\in \mathbb {N} } ein unendliches Wort. Ein Lauf {\displaystyle r} für {\displaystyle w} ist eine unendliche Folge {\displaystyle q_{0},q_{1},q_{2},\dots } mit {\displaystyle q_{0}\in Q_{0}} und {\displaystyle q_{i+1}\in \delta (q_{i},w_{i+1})} für alle {\displaystyle i\in \mathbb {N} _{0}}. Dabei ist {\displaystyle \operatorname {inf} (r)} die Menge aller unendlich oft in {\displaystyle r} vorkommenden Zustände.
Die Akzeptanzkomponente {\displaystyle \alpha } kann als Prioritätsfunktion {\displaystyle p\colon Q\to \mathbb {N} } definiert werden. Ein Wort wird dann akzeptiert, wenn dafür ein Lauf {\displaystyle r} existiert, bei dem {\displaystyle \operatorname {min} \{p(q)|q\in \operatorname {inf} (r)\}} gerade ist. Alternativ kann auch gefordert werden, dass {\displaystyle \operatorname {max} \{p(q)|q\in \operatorname {inf} (r)\}} gerade ist.
Die Akzeptanzkomponente {\displaystyle \alpha } kann auch als Menge {\displaystyle \{F_{1},\dots ,F_{k}\}} mit {\displaystyle F_{1}\subseteq F_{2}\subseteq \dots \subseteq F_{k}=Q} oder als eine Partition {\displaystyle \{F_{1},\dots ,F_{k}\}} von {\displaystyle Q} für eine Zahl {\displaystyle k\in \mathbb {N} }, die Index des Automaten genannt wird, definiert werden. 
Ein Wort wird dann akzeptiert, wenn dafür ein Lauf {\displaystyle r} existiert, bei dem das minimale {\displaystyle i\in \mathbb {N} } mit {\displaystyle \operatorname {inf} (r)\cap F_{i}\neq \emptyset } gerade ist.

## Eigenschaften
Deterministische und nichtdeterministische Paritätsautomaten besitzen die gleiche Ausdrucksstärke. Die von ihnen erkannten Sprachen sind die ω-regulären Sprachen. Sie sind somit äquivalent zu nichtdeterministischen Büchi-Automaten sowie deterministischen und nichtdeterministischen Rabin-, Streett-, Muller- und Generalisierten Büchi-Automaten.
Ein Paritätsautomat kann allein durch Änderung der Akzeptanzkomponente in äquivalente Rabin-, Streett- und Muller-Automaten überführt werden.
Ein Büchi-Automat kann als Paritätsautomat, dessen Prioritätsfunktion nur auf 0 und 1 abbildet, betrachtet werden.